# Ulrich II van Württemberg
Ulrich II (rond 1254 - 18 september 1279) was van 1265 tot 1279 graaf van Württemberg.
Ulrich kwam als eerste zoon van Ulrich I en Machteld van Baden ter wereld. Bij zijn troonsbestijging in 1265 was hij maar elf jaar oud en daarom stond hij vermoedelijk onder voogdij van graaf Hartman I van Grüningen. In documenten komt Ulrich vanaf 1270 als zelfstandig regeerder voor. Of Ulrik getrouwd was is niet bekend. Opvolger werd zijn halfbroer Everhard I, die vermoedelijk al samen met hem bestuurde.